# Krwawy poniedziałek w Katowicach

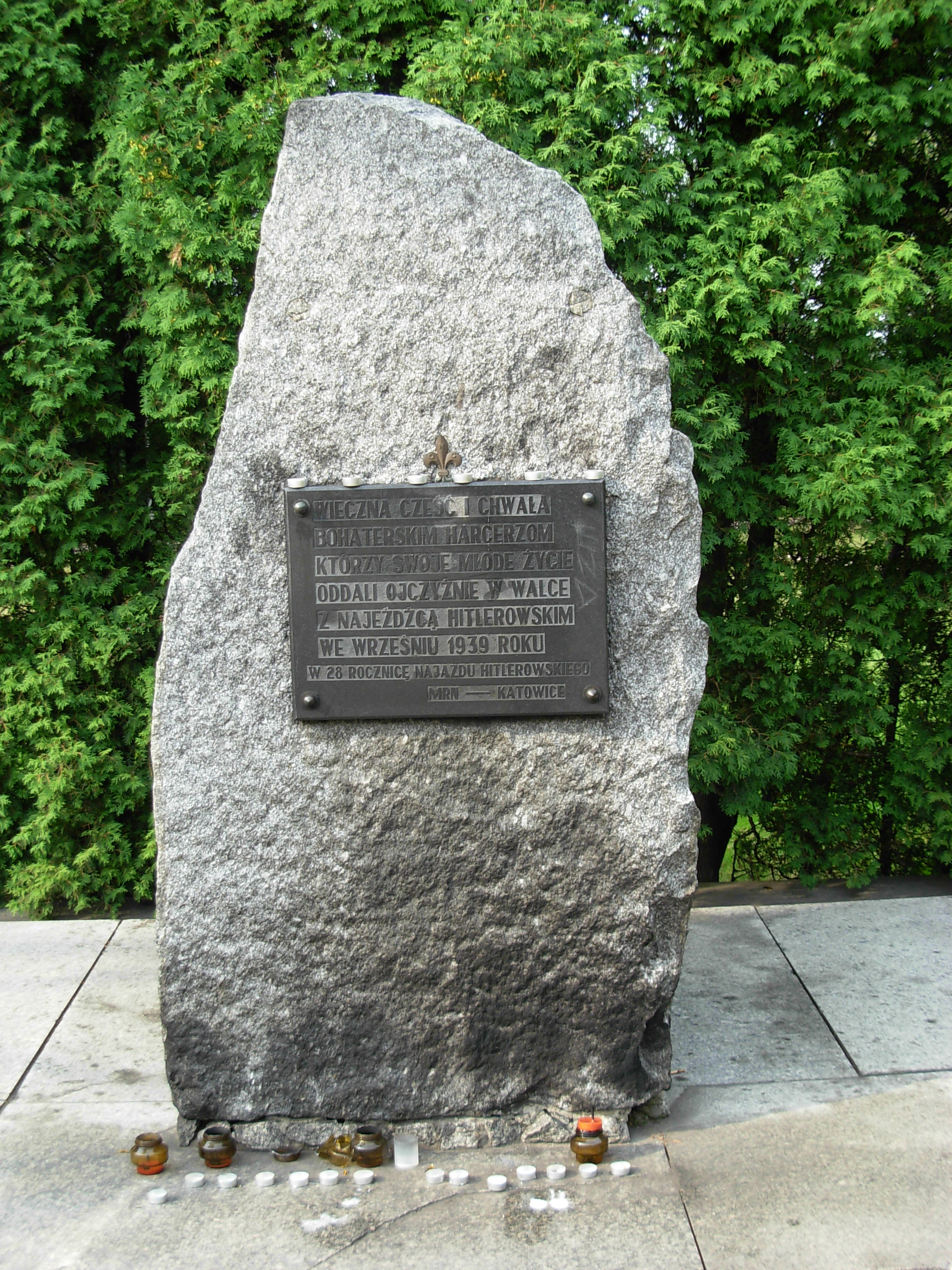
Pomnik upamiętniający harcerzy polskich poległych w obronie Katowic we wrześniu 1939 r. Wielu poległych harcerzy padło ofiarą egzekucji z 4 września 1939 r.

Krwawy poniedziałek w Katowicach albo zbrodnia w Katowicach – zbrodnia wojenna która miała miejsce 4 września 1939 r. i była jedną z największych popełnionych przez Wehrmacht podczas inwazji na Polskę. 
Tego dnia niemieccy żołnierze Wehrmachtu należący do 8 Dywizji Piechoty wspomagani przez Freikorps rozstrzelali około 80 polskich obrońców miasta (łączna liczba polskich ofiar - walk i egzekucji - z dnia 4 września jest szacowana na około 150; całkowita liczba aresztowanych nie jest znana, a więcej osób stracono w ciągu następnych tygodni). Tymi obrońcami byli ochotnicy milicji samoobrony, w tym byli powstańcy śląscy, harcerze i prawdopodobnie pewna liczba polskich żołnierzy z wycofujących się polskich sił regularnych, którzy nie wycofali się w porę i którzy dołączyli do improwizowanych oddziałów obrony.
W 1961 r. odsłonięto Pomnik Obrońców Katowic. 4 września 1983 r. odsłonięto Pomnik Harcerzy Września w Katowicach. Istnieją też groby indywidualne i zbiorowe, a także kilka tablic pamiątkowych poświęconych ofiarom obrony Katowic, w tym rozstrzelanym.